# Elsbeth van Rooy-Vink
Elisabet "Elsbeth" van Rooy-Vink (nascida em 25 de janeiro de 1973) é uma ciclista holandesa, especialista em competições de mountain bike.
Van Rooy-Vink representou os Países Baixos durante os Jogos Olímpicos de 1996 em Atlanta, tanto na prova de estrada e mountain bike, enquanto nos Jogos Olímpicos de Atenas 2004 ela competiu apenas no mountain bike. Na prova de estrada em Atlanta, ela terminou na 28ª posição, 53 segundos atrás da vencedora francesa, Jeannie Longo-Ciprelli. Seu melhor resultado foi no mountain bike, terminando em quinto. Repetiu este desempenho em Atenas, oito anos mais tarde, novamente na quinta posição. Em Pequim 2008, obteve a décima quarta posição no mountain bike.